# Montenegro op het Junior Eurovisiesongfestival 2014
Montenegro debuteerde op het  Junior Eurovisiesongfestival 2014 in Malta. De RTCG was verantwoordelijk voor de Montenegrijnse bijdrage voor de editie van 2014.

## Selectieprocedure
Op 18 juli 2014 maakte de Montenegrijnse openbare omroep bekend dat het land voor het eerst zal deelnemen aan het Junior Eurovisiesongfestival. Eerder nam het land wel als onderdeel van Servië en Montenegro deel aan het Junior Eurovisiesongfestival 2005 in het Belgische Hasselt, zij het met de Montenegrijnstalige Filip Vučić.
Ruim een maand later, op 21 augustus 2014, maakte RTCG bekend dat Maša & Lejla Montenegro zouden gaan vertegenwoordigen op Malta, en dit met het nummer Budi dijete na jedan dan. Het duo werd intern geselecteerd.

## In Malta
Het duo trad aan als tiende van de zestien acts tijdens de finale van het Junior Eurovisiesongfestival 2014. Uiteindelijk eindigde ze als veertiende met 24 punten.  
2014 · 2015 · 2016-2024
Armenië · Bulgarije · Cyprus · Georgië · Italië · Kroatië · Malta · Montenegro · Nederland · Oekraïne · Rusland · San Marino · Servië · Slovenië · Wit-Rusland · Zweden